# Юрій Годо
Юрій Годо (Юрій Валерійович Лук'яненко; 18 березня 1974 року, м. Зеленодольськ, Апостолівський район, Дніпропетровська область) — український кроссоверний та оперний співак, тенор.
Кращий тенор Іспанії сезону 2004/2005 за версією журналу «Opera Actual». Виступав солістом в королівському театрі. Його пісні двічі завойовували престижну музичну премію «Billboard», також був номінований на премію
Гре́ммі.

## Із життєпису
З дитинства мав потяг до музики та співу, закінчив музичну школу, грав у місцевих рок-гуртах в Зеленодольську. Вступив до Криворізького державного педагогічного інституту, де, у 1995—97 роках, грав у КВК, в команді «Криворізька шпана». Займався боксом, був чемпіоном України серед юніорів. Строкову військову службу провів у Севастополі, на «Гетьмані Сагайдачному», після служби повернувся на корабель ще на два роки, після чого повернувся музично-педагогічний факультет Криворізького державного педагогічного інституту. Після одного з виступів дружина Олександра Маслякова, Світлана, напоумила Юрія вступити до консерваторії, що він згодом і зробив.
Був вокалістом Ансамблю пісні і танцю Збройних Сил України, солістом Національної заслуженої академічної капели України «Думка», а також солістом Київського державного театру оперети. Випускник Національної музичної академії ім. Петра Чайковського. З 2000 до 2005 року навчався у вищій школі вокалу «Bel canto» в музичній академії ім. Франциска Він'яса в Барселоні та вищій школі естрадно-джазового вокалу в Сантандері. У 2007 році брав участь у відборі на «Євробачення».
Дружина — Тетяна Лук'яненко, тележурналіст. Закінчила Інститут кіно і телебачення при Київському національному університеті культури і мистецтв. Діти — Олексій і Дарина.

## Музична кар'єра
Творчий псевдонім Годо дали священники з України та Італії; Godo в перекладі означає «той, що дарує любов і достаток».
Починав кар'єру як класичний співак, але паралельно співав рок та поп, що і призвело до стилю Crossover. Навчався у Володимира Тимохіна, Євгенії Мірошніченко, Пласідо Домінго, Монсеррат Кабальє, Хосе Семпере, Едуардо Хіменеса, Джакомо Аррагаля. Виступав на сценах «Реал-Опера» (Мадрид), «Карнегі-Хол» (Нью-Йорк), в театрах Парижа, Неаполя, Венеції та Мюнхена.
Юрій бере участь в міжнародних оперних фестивалях, де виконує партії головних персонажів в операх «La Traviata», «Rigoletto», «Requiem», «Lucia di Lammermoor», «Madam Butterfly», «La Boheme», «Tosca», «Cavalleria Rusticana», в мюзиклі «West Side Story».
У 2004 та 2006 роках був визнаний кращим голосом класичної музики в Іспанії, через що королева дарувала йому право на іспанське громадянство. Презентував новий музичний проєкт — «Бельканто по-українськи», в якому всесвітньо відомі українські пісні прозвучали в новому аранжуванні, «Арсенал-Опера».

## Громадська діяльність
Став «голосом»:
- Національної федерації кікбоксингу України «WAKO»,
- Федерації стронгмену України,
- Всеукраїнської федерації бою на короткому клинку,
- Федерації боксу України,
- Національної федерації Кьокусінкай карате України,
- Національної федерації американського футболу України,
- Української асоціації футболу,
- Національної федерації бойового самбо України,
- Національної Федерації змішаних єдиноборств.

У 2019 році, на Міжнародних Всеукраїнських іграх з єдиноборств «Ukrainian Combat Games», виконував державні гімни України та Польщі.

## Нагороди
- «Кришталевий голос КВН» (1996)[2].
- Міжнародна музична премія «Billboard».
- «Золотий голос» Іспанії[1].
- Орден Української Православної Церкви Святого великомученика Георгія Побідоносця.
- Спеціальний Орден «Золотий Мангуст» — за вагомий внесок у розвиток фізичної культури та спорту.
- Премія «Золотий Мангуст» — за вагомий внесок у розвиток фізичної культури та спорту.
- Орден з нагоди 1025-річчя хрещення Русі.
- Нагрудний знак № 20 Збройних сил України.
- Знак пошани ГУ МВС України в Одеській області.
- Грамоту Патріаршого Екзарха всієї Білорусі — за труди во славу Святої Православної Церкви.
- Орден «Герой Козацтва»[4].
- Срібний королівський кубок від короля Іспанії Хуана Карлоса I[1].